# Vitória Falcão
Vitória Fernandes Falcão (Araguaína, 2 de maio de 1995) é uma cantora e atriz brasileira. Faz parte do duo de folk-pop brasileiro Anavitória com Ana Caetano.

## Biografia
Vitória nasceu em Araguaína, no Tocantins, filha de Isabel Oliveira Fernandes Falcão e Sandro Mauricio Coelho Falcão (1967-2015). Possui uma irmã mais velha, a médica Sabra Mariela, e uma irmã mais nova, a estudante Ana Beatriz. Estudou no Colégio Santa Cruz assim como seu duo, Ana Caetano. Chegou a cursar direito por um ano e meio, mas desistiu e se mudou para São Paulo para seguir carreira artística ao lado de Ana, criando o duo Anavitória em 2013. Vitória teve a música presente em sua casa desde cedo e cita seu pai como uma influência. Cantora desde a infância, aos 12 anos de idade, ela começou a cantar na igreja.

## Vida pessoal
É vegetariana por questões de ideologia aos animais. Em 2019, namorou o cantor Deco Martins, vocalista da banda Hotelo. Durante sua juventude fez transição capilar por meses até chegar, hoje em dia, ao seu cabelo naturalmente cacheado.

## Discografia

### Álbuns de estúdio
Com Anavitória
- Anavitória (2016)
- O Tempo É Agora (2018)
- N (2019)
- Cor (2021)
- Esquinas (2024)

### Singlescomo artista convidada
| Ano  | Título                                 | Álbum       |
| ---- | -------------------------------------- | ----------- |
| 2018 | "Câncer" (Hotelo part. Vitória Falcão) | Mapa Astral |

## Filmografia

### Cinema
| Ano  | Título        | Personagem               |
| ---- | ------------- | ------------------------ |
| 2018 | Ana e Vitória | Vitória Fernandes Falcão |